# ポール・アレン
ポール・ガードナー・アレン（Paul Gardner Allen, 1953年1月21日 - 2018年10月15日）は、アメリカ合衆国の実業家、マイクロソフト社共同創業者。1983年に退社し、1990年に復帰するが、2000年に再び退社、取締役も退任。その後は資産運用や投資を業務とするバルカン社を経営した。
マイクロソフト社をビル・ゲイツと共に創業し、大資産家として知られており、2017年時点の資産205億ドル（2兆2500億円）、6つの財団を傘下に率いるポール・G・アレン財団を運営している。また、アレン脳科学研究所や音楽史美術館 Experience Music Project など様々な事業に出資や寄付をしている。SF ファンとしても知られ、私財を投じて SF博物館 Science Fiction Museum and Hall of Fame を設立したほか、SETI協会にも多額の寄付を行っており、アレンの名を冠した電波望遠鏡アレン・テレスコープ・アレイの建造も進められている。
アメリカのアメリカンフットボールプロリーグ（NFL）のシアトル・シーホークス、プロバスケットボールリーグ（NBA）のポートランド・トレイルブレイザーズ、プロサッカーリーグ（MLS）のシアトル・サウンダーズFCのオーナーとしても知られる。

## 若年期

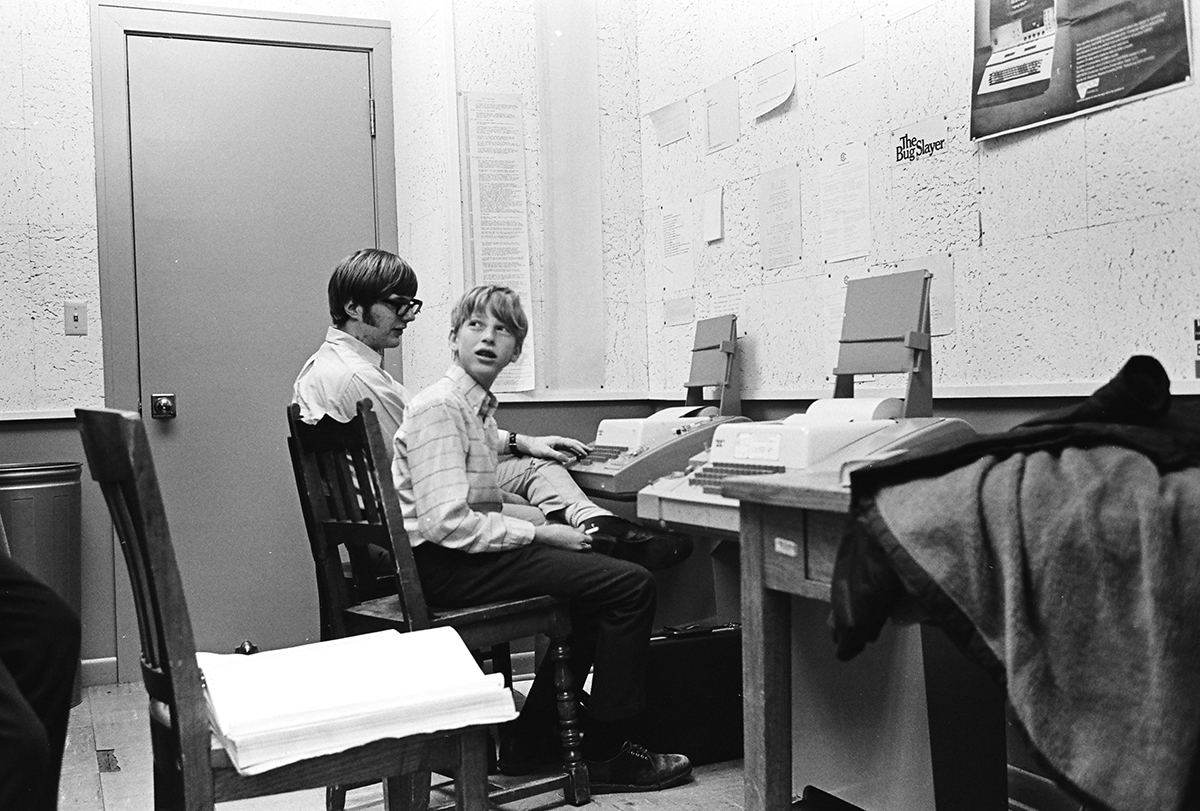
アレン（左）とビル・ゲイツ（1970年、シアトル・レイクサイドスクールにて）

アレンは1953年1月21日にワシントン州シアトルで司書のケネス・サム・アレン(Kenneth Sam Allen)とエドナ・フェイ・アレン（Edna Faye Allen、旧姓 ガードナー(Gardner) ）の間に生まれた。シアトルの名門私立学校であるレイクサイド・スクールに通っていた彼は、同じくコンピュータに関心を持っていたビル・ゲイツと親しくなった。彼らは学校のテレタイプ端末からタイムシェアリングシステムにアクセスしてプログラミングのスキルを身につけた。また、ワシントン大学計算機科学部の研究室で個人的な研究やプログラミングをしていたが、あまりに入り浸っていたため、1971年に研究室から追放された。
ゲイツとアレンは、リック・ウェイランド、およびゲイツの幼少期からの親友で最初の協力者でもあるケント・エヴァンスと共に、レイクサイド・プログラミング・クラブを結成した。そこで、コンピュータ・センター・コーポレーション(CCC)のソフトウェアのバグを見つけ、その引き換えに同社のDEC PDP-10を無料で使わせてもらっていた。1972年、登山中の事故でエヴァンスが急死した。ゲイツはアレンに助けを求め、学校のクラス編成手順全体の自動化システムを完成させた。その後、彼らはIntel 8008を使用した交通量計測システムを作るためにトラフォデータを結成した。
アレンによると、アレンとゲイツは10代の頃、コンピュータプログラムのコードを求めて「ダンプスター・ダイビング」をしていたという。
アレンはSATで満点の1600点を取り、ワシントン州立大学に進学した。しかし2年後、ゲイツがハーバード大学に入学すると、アレンは大学を中退し、ハーバード大学の近くのハネウェル社でプログラマとして働き出した。

## 経歴
1975年、ハーバード大学に在籍していたゲイツを説得し、ニューメキシコ州アルバカーキにてマイクロソフト社を設立。BASICインタプリタの販売を開始する。1980年にIBM社から OS 開発の要請を受け、アレンはシアトル・コンピュータ・プロダクツ社から 86-DOS（QDOS）を5万米ドルで買収する交渉の先頭に立った。彼らは 86-DOS を原型に PC-DOS（MS-DOS）を開発し IBM へ納入し、今日のマイクロソフト社の成長の基盤を築いていった。
1983年に持病であるホジキン病を理由にマイクロソフト社を退社。数か月に渡る放射線治療と骨髄移植で克服し、1985年にはアシンメトリックス社を設立し自ら社長に就任した。その後ホジキン病という診断がそもそも誤診であることが判明したため1990年にマイクロソフトに復帰するも、2000年11月には再びマイクロソフトを退社し取締役も退任。
1998年には米国の大手CATV会社であるチャーター・コミュニケーションズの株式を買収して筆頭株主となり、自らも同社の会長に就任したが同社はその後経営不振に陥り、2009年2月に連邦倒産法第11章の適用を受けた。同社は速やかに経営再建を果たしてNASDAQへの再上場を果たしたが、ポール・アレンは株式を徐々に手離し、2013年3月、ジョン・マローンの率いるリバティメディアが大株主となった。また2008年1月に行われた米国の700MHz帯の競売にも「バルカン・スペクトラム」として参加し、シアトルなど2か所の免許を得ている。2004年コリアー・トロフィー受賞。
ポール・アレンの妹でバルカン社CEOジョディ・アレンは2009年11月16日、ポールが非ホジキンリンパ腫と診断されたと発表した。その後も何度もがんを発症し、2018年10月15日に非ホジキンリンパ腫（びまん性大細胞型B細胞性リンパ腫）により65歳で死去した。

## ビジネスベンチャーと投資
金融と技術
- Vulcan Inc.：ポールの個人資産を運用する会社でシアトルに本部をもつ。2013年、カリフォルニア州パロアルトでバルカン・キャピタルの事務所を開設し、新興テクノロジーおよびインターネット企業への新規投資に注力している[15]。
- 特許：米国特許商標庁に43の特許を持つ[16]。
- アプリ：秘書アプリSagaを開発したA.R.O.の支援[17]や、コンテンツ・マネジメント・アプリ Fayve（en）等を支援している[18]。
- Interval Research Corporation : 1992年 David Liddle 共に、インターネットを中心とした消費者向け製品のアプリケーションやサービスに焦点を当てた技術インキュベーター・研究所を起業した。
- チケット販売会社チケットマスターの株式80％を取得した。1997年に、その持ち株47.5%を売却した[19]。
- チャーター・コミュニケーションズ：1998年からリバティメディアが大株主になる2013年3月まで筆頭株主であった。

航空宇宙開発
2004年10月4日、スケールド・コンポジッツの弾道飛行宇宙船スペースシップワンへ投資している。2011年12月13日、民間宇宙企業ストラトローンチ・システムズの創業を発表した。2015年4月13日、投資会社Vulcan Inc.から宇宙旅行を安価にする事を目的とした Vulcan Aerospace が発足した。
不動産
スポーツチームのオーナー権
1988年にプロバスケットボールリーグ（NBA）のポートランド・トレイルブレイザーズを7000万米ドルで購入し、1993年に2億6200万米ドルの資金を投入して本拠地ローズ・ガーデン・アリーナを建設した。1997年にはアメリカンフットボールプロリーグ（NFL）のシアトル・シーホークスを購入し、本拠地クエスト・フィールドの建設に大きな役割を果たした。また、メジャーリーグサッカーのシアトル・サウンダーズFCのオーナーとしてクラブの運営に関わっている。
映画製作
彼と妹がオーナー兼エグゼクティブプロデューサーを務める Vulcan Productions(en) は、シアトルを拠点とするバルカン社のエンターテインメント部門でテレビ番組・映画制作会社で、作成作品はピーボディ賞、インディペンデント・スピリット賞、グラミー賞、エミー賞など数々の名誉ある賞を授与されている。

## 慈善活動

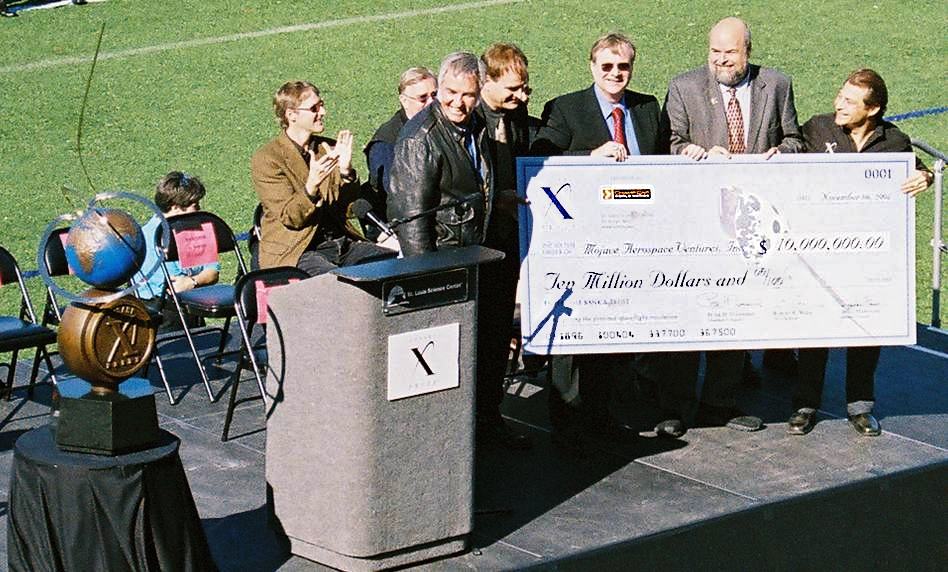
ポール・アレン（右から3番目）、Ansari X Prize 優勝賞金1000万ドルの贈呈式にて（2004年11月6日）

マイクロソフト退社後は慈善事業に参入し、1986年に慈善団体のポール・G・アレン一族財団を創設した。以来毎年3000万米ドルを太平洋岸北西地域の民間非営利組織に分配している。2003年9月には私財1億米ドルを投じてアレン脳科学研究所を設立し、マウス脳遺伝子発現マップ作成プロジェクト Allen Brain Atlas を開始した。2004年に Ansari X Prize を受賞した有人宇宙船 SpaceShipOne にも出資した。
コスタリカの高山雲霧林で生息するハナアブの一種であるポールアレンハナアブは、双翅目学に対する多大な貢献から、ポール アレンにちなんで名付けられた。
動物保護
密猟で減少しているアフリカゾウの調査事業「グレート・エレファント・センサス」へ1970年代以降出資している。また2015年7月、サンゴ礁地域のサメやエイを3年調査する Global FinPrint initiativeに出資している。その他、動物保護への取り組みを行っている。
疾病対策
2013/10/2、エボラ熱対策に1億ドルを寄付した他、支援サイトの開設など様々な取組を行っている。さらに、2015年10月、今後広範囲に流行するのを防ぐため、総額1100万ドルになる7件の助成金を授与すると発表した。
芸術
長年にわたり、個人的な歴史的遺産のコレクションを展示する非営利団体を立ち上げている。
- ミュージアム・オブ・ポップカルチャー
- フライング・ヘリテージ・コレクション
- STARTUP Gallery
- Living Computers: Museum + Labs（en）

さらに芸術家への支援や、博物館へのコレクションの貸出なども行っている。
教育
1980年代後半、ワシントン大学に1800万米ドルを寄付し、アレンの父の名を冠した図書館 Kenneth S. Allen Library が建設された。
1989年、ワシントン大学図書館システムの元アソシエーション・ディレクターであった父親の Kenneth S. Allen にちなんで命名された図書館を建設するため、ワシントン大学に 200万ドルを寄付した。同年、Kenneth S. Allen 図書館基金を設立し、800万ドルを寄付した。この基金は、2012年の母の死を機に、Kenneth S. and Faye G. Allen Library Endowment へ改名された。
ワシントン大学には、2002年にも1400万米ドルを寄付し、ポール・アレンの名を冠した Paul G. Allen Center for Computer Science & Engineering が新設された。2003年にも500万米ドルを寄付し、アレンの母の名を冠した Faye G. Allen Center for Visual Arts が設立された。
その他の大学の研究にも寄付している。

## 兵器遺産収集への関わり

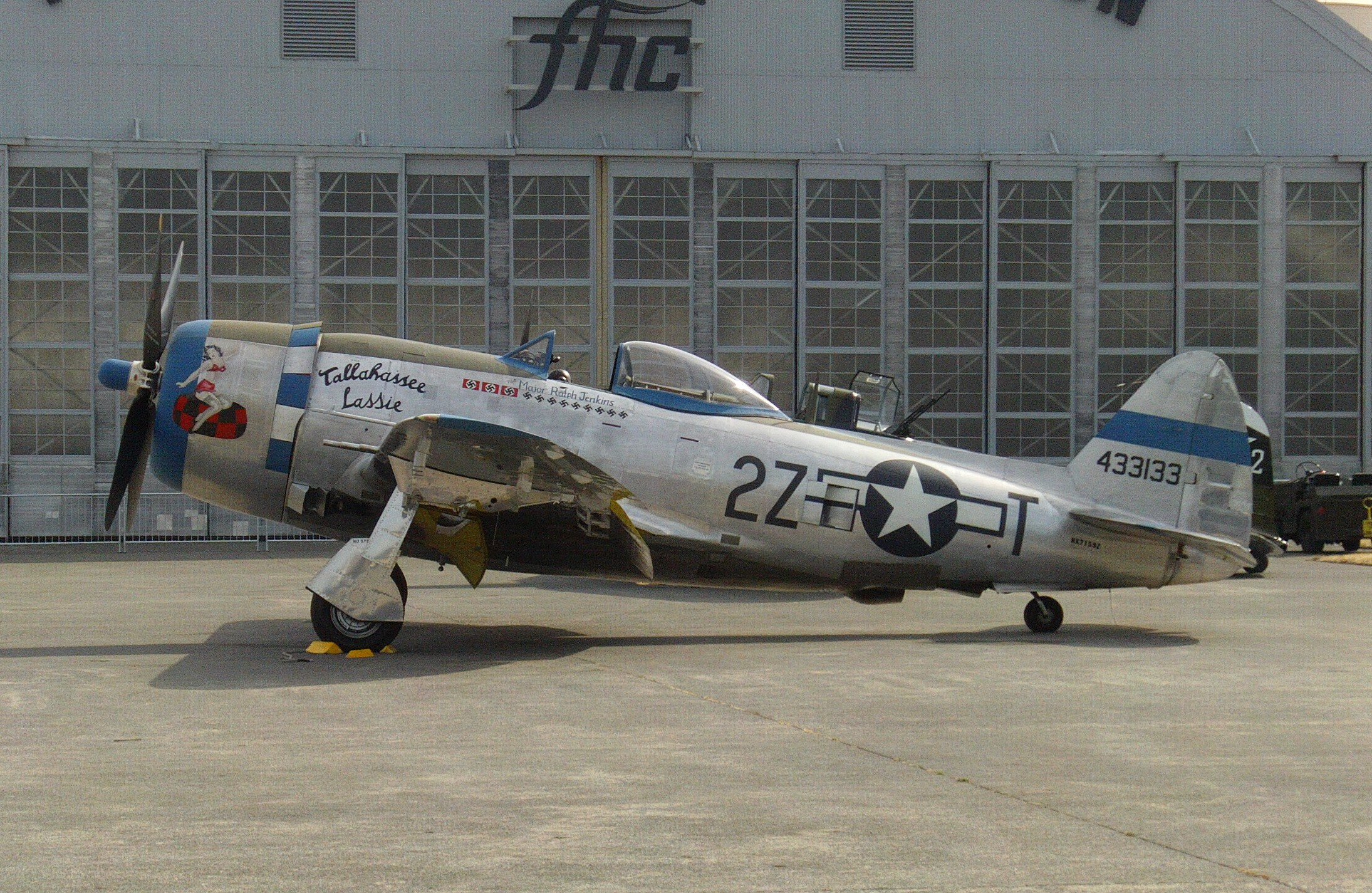
格納庫を利用したフライング・ヘリテージ・コレクションと同館が収蔵するP-47D サンダーボルト

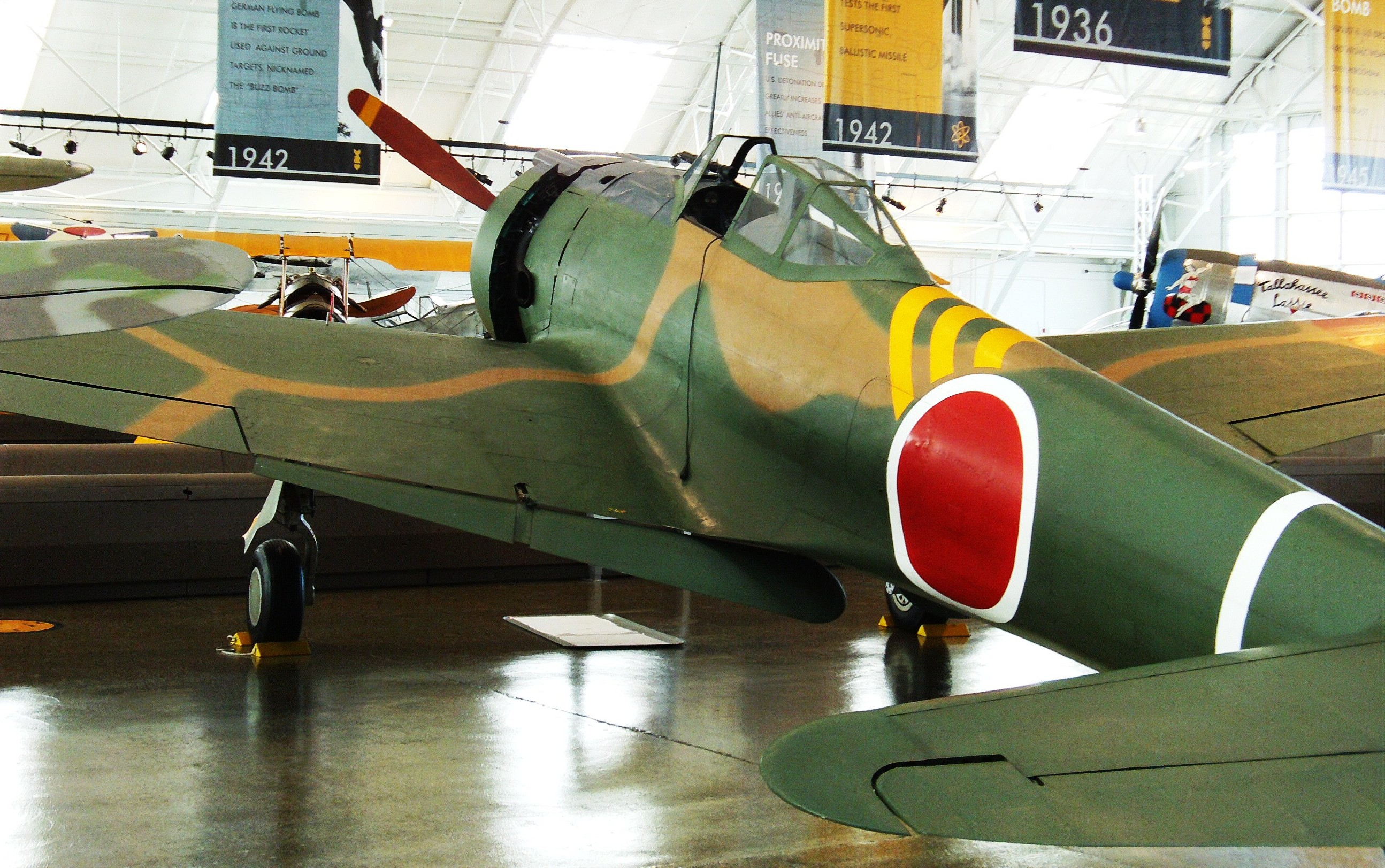
フライング・ヘリテージ・コレクションが収蔵する一式戦「隼」一型丙（キ43-I丙）

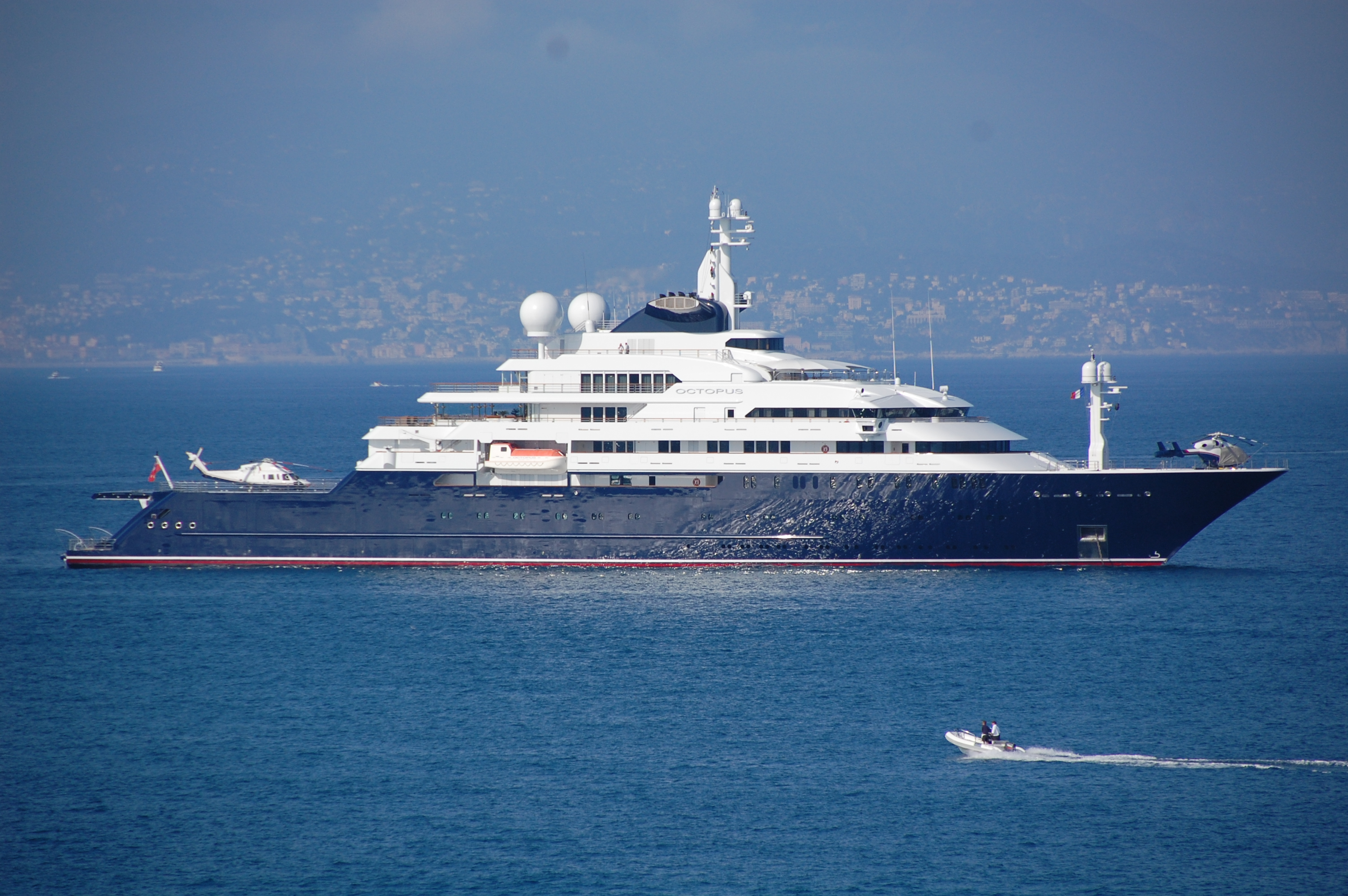
航行するOctopus号

### 軍用機
アレンは第二次世界大戦時の兵器にも造詣が深く、中でも戦闘機を中心とする世界の軍用機を個人的に多数所有しており、その「私設航空機博物館」としてワシントン州スノホミッシュ郡ペインフィールド空港にてフライング・ヘリテージ・コレクションを運営している。
収蔵機は数多く、P-51 マスタングやBf 109などの米独英日ソの主要機を網羅し、かつレストアやリビルドを経て飛行可能状態ないしそれに準ずる状態にある高品質の機体で揃えている特徴があり、定期的に飛行パフォーマンスを同館で行っている。中でも、旧日本陸軍航空部隊の一式戦闘機は世界で唯一、機体・エンジン共にほぼオリジナルかつ飛行可能な状態に相当する貴重なものである。
大戦間、大戦中の軍用機に限らず、MiG-29 ファルクラム・M4 シャーマン中戦車・8.8 cm FlaK 37、さらには有人小型宇宙船のスペースシップワン・ホワイトナイトもコレクションしているなど、実質ポールが収集したコレクションを展示する場である。

### 深海調査船
父親が太平洋戦争に従軍していたことから沈没した戦艦にも興味を持っており、海底調査のため全長414フィートのオクトパス(Octopus)や調査船ペトレルを所有している。オクトパスには2つのヘリポートやプールなどの快適装備を備え外洋を長期間航行できるギガヨットであるが、2種類の海底探査機を始めとした探査機材が搭載された海洋調査船でもあり、海底調査の専門家チームが乗船している。
戦艦「武蔵」探査
フィリピンレイテ島のシブヤン海で、太平洋戦争時に沈没した旧日本海軍の戦艦「武蔵」を発見したと、2015年3月3日、自身のTwitterアカウントで報告、翌4日には新たに自身のホームページに「旧日本海軍の『武蔵』」というタイトルの動画を公開した。なお「武蔵」は8年前から捜索を続けていたという。
巡洋戦艦「フッド」探査
ポールは1941年にデンマーク海峡海戦で沈没したイギリスの巡洋戦艦「フッド」にも関心を持ち、イギリス当局の許可を得て2012年に最初の海底調査を行う。その際、フッドの生存者が回収を望んでいたフッドの号鐘を回収しようとしたが、気象条件などにより、あと一歩のところで失敗に終わった。
2015年、ポールは再度調査を行い、8月7日についに号鐘の回収に成功した。号鐘は一年かけて修復される予定である。
重巡洋艦「インディアナポリス」探査
2017年8月18日、ポールが率いる民間のチームが太平洋の水面下1万8000フィートの海底で、重巡洋艦インディアナポリスを発見した。
空母「レキシントン (CV-2)」探査
2018年3月5日、オーストラリア東岸から約800キロメートル、深さ約3200メートルの海底でレキシントン (CV-2)の残骸を発見した。
駆逐艦「島風」探査
2017年12月15日に島風と思われる残骸を発見している。
その後
ポール・アレンが亡くなったため、調査は調査艇を引き継いだ財団によって行われている。